# Nonillion
Un nonillion est l'entier naturel qui vaut 1054 (1 000 000 000 000 000 000 000 000 000 000 000 000 000 000 000 000 000 000) ou 1 000 0009, soit mille octilliards.
Mille nonillions est égal à un nonilliard (1057).